# Tamura (Fukushima)
Tamura (jap. 田村市 Tamura-shi) ist eine Stadt in der Präfektur Fukushima in Japan.

## Geographie
Tamura liegt im westlichen Abukuma-Hochland. Die höchste Erhebung, auch des Abukuma-Hochlandes, ist der Ōtakine-yama (大滝根山) mit 1192,5 m auf der Grenze zu Kawauchi.

## Geschichte
Tamura entstand am 1. März 2005 aus der Vereinigung der Kleinstädte Funehiki (船引町, -machi), Ōgoe (大越町, -machi), Takine (滝根町, -machi) und Tokiwa (常葉町, -machi), sowie dem Dorf Miyakoji (都路村, -mura) des Landkreises Tamura. Die Gemeinde übernahm ihren Namen, von dem Landkreis in dem sich ihre Vorgängergemeinden befanden, wobei vorher noch weitere Namen im Gespräch waren wie Abukuma (あぶくま市), Abukumakōgen (あぶくま高原市, „Abukuma-Hochebene“), Midori (みどり市, „grün[e Stadt]“), aber auch Tamura in Hiragana-Schreibweise. Tamura geht wiederum auf Sakanoue no Tamuramaro zurück, ein General aus dem 8./9. Jahrhundert der die hier ansässigen Emishi unterwarf.

## Tōhoku-Erdbeben und Nuklearkatastrophe 2011

### Schäden und Opfer
Beim Tōhoku-Erdbeben vom 11. März 2011 wurden 19 Wohngebäude völlig und 196 teilweise zerstört.
Die Brand- und Katastrophenschutzbehörde (Fire and Disaster Management Agency, FDMA) meldete bis zu ihrem 148. Schadensbericht vom 9. September 2013 einen Toten für Tamura als Folge der Tōhoku-Katastrophe von 2011, erhöhte ihre Angabe dann in ihrem 149. Schadensbericht vom 7. März 2014 auf neun Tote und bis zum 157. Schadensbericht vom 7. März 2018 auf 14 Tote.

### Evakuierung
Die Gemeinde, für die bei der Volkszählung von 2010 eine Bevölkerung von 40.422 angegeben worden war, wurde durch die von der Naturkatastrophe ausgelöste Nuklearkatastrophe von Fukushima in Mitleidenschaft gezogen.
Als Gegenmaßnahme zur Nuklearkatastrophe wurde ein Sperrgebiet um das Kernkraftwerk Fukushima Daiichi in einem Umkreis von 20 km ausgewiesen. Es gab jedoch auch jenseits dieses 20-km-Radius viele andere Standorte mit hohen Strahlungswerten, da radioaktive Partikel über den Wind aus dem havarierten Kraftwerk fortgetragen wurden. Zu diesen Orten zählte Tamura sowie 10 weitere Dörfer und Städte, darunter Minamisōma, Naraha, Tomioka, Kawauchi, Ōkuma, Futaba, Namie, Katsurao, Iitate und Kawamata. Diese Regionen wurden entsprechend ihrer radioaktiven Belastung nach der Erlassung der Evakuierungsanordnungen vom 7. Mai 2013 in folgende vier verschiedene Kategorien eingeteilt: Gebiete mit einer Strahlenbelastung von weniger als 20 mSv pro Jahr, die von der Regierung als Schwellenwert für eine dauerhafte Rückkehr behandelt wurde, bildeten die Kategorie 1. Gebiete dieser Kategorie 1 konnten die Einwohner nach eigenem Ermessen und ohne Einsatz von Schutzausrüstung betreten mit der einzigen Einschränkung, dass sie dort nicht übernachten durften. Diese Gebiete waren bereit für eine Aufhebung des Evakuierungsbefehls. In Gebieten mit einer Strahlenbelastung zwischen 20 und 50 mSv pro Jahr (Kategorie 2) war den Einwohnern ein dauerhafter Aufenthalt untersagt. Gebiete mit über 50 mSv pro Jahr (Kategorie 3) wurden als langfristig ungeeignet für eine Rückkehr der Einwohner angesehen. Einen Sonderstatus nahm ein viertes Evakuierungsgebiet ein.
Die seit März 2011 geltende Evakuierungsanordnung für den Bezirk Miyakoji der Stadt Tamura wurde am 1. April 2014 aufgehoben, so dass etwa 357 gemeldeten Einwohnern die Rückkehr in ihre Heimstätten gestattet wurde. Es handelte sich um den ersten Fall, in dem eine Evakuierungsanordnung nach dem Nuklearunfall aufgehoben worden war.

## Sehenswürdigkeiten

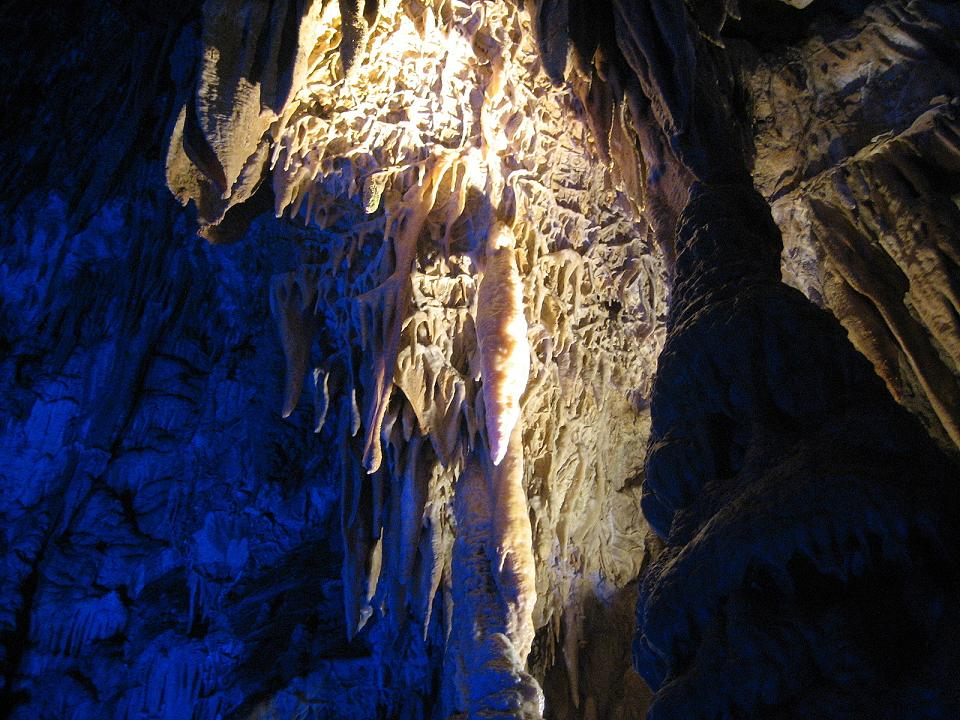
Boxwork-Formation in der Abukuma-Höhle

In Tamura befindet sich der Dōyama-Ōji-Schrein (堂山王子神社, Dōyama-Ōji-jinja) an dem Sakanoue no Tamuramaro erfolgreich für einen Sieg gebetet haben soll. Der Schrein ist heute als Nationales Wichtiges Kulturgut anerkannt.
Eine natürliche Sehenswürdigkeit sind die Tropfsteinhöhlen, wie die 600 m lange Abukuma-Höhle (あぶくま洞, Abukuma-dō) mit ihren 80 Millionen Jahre alten Stalaktiten, Stalagmiten und seltenen Boxwork-Formationen, sowie die 900 m lange Irimizu-Tropfsteinhöhle (入水鍾乳洞, Irimizu shōnyūdō), die ein nationales Naturdenkmal ist.

## Verkehr
- Straße:
  - Ban’etsu-Autobahn: nach Niigata und Iwaki
  - Nationalstraße 4: nach Tokio und Aomori
  - Nationalstraßen 288, 349, 399
- Zug:
  - JR Banetsu-Ostlinie: nach Kōriyama und Iwaki

## Söhne und Töchter der Stadt
- Kōichirō Gemba (* 1964), Politiker

## Angrenzende Städte und Gemeinden
- Kōriyama
- Nihonmatsu
- Iwaki